# La Fin de Freddy : L'Ultime Cauchemar
Série Freddy
L'Enfant du cauchemar
(1989) Freddy sort de la nuit
(1994)
Pour plus de détails, voir Fiche technique et Distribution.
La Fin de Freddy : L'Ultime Cauchemar (Freddy's Dead: The Final Nightmare) est un film américain réalisé par Rachel Talalay et sorti en 1991.
Le film débute alors que, sur une période de dix ans depuis 1989, Freddy Krueger propage une vague de meurtres et de suicides qui décime la population infantile et adolescente de Springwood, (Ohio). Cela laisse les adultes en proie à l'hystérie collective. Mais il y a de nouvelles preuves qu'un adolescent a survécu.
Le film contient des scènes en 3D, une première dans la franchise Freddy, dont il s'agit du sixième volet. Il fait suite à L'Enfant du cauchemar (1989) et constitue le dernier film de la série — pour ce qui est de la continuité narrative « canon » — ayant commencé en 1984 avec Les Griffes de la nuit. Néanmoins, un nouveau film mettant en scène le personnage central de Freddy Krueger vit le jour en 1994 : Freddy sort de la nuit. Le cross-over Freddy contre Jason (2003) fait toutefois référence à la saga originale.

## Synopsis
En 1999, Freddy Krueger est parvenu à supprimer tous les enfants et adolescents de la ville. John Doe, le dernier adolescent de Springwood, confronté à une rencontre avec le croque-mitaine, réussit à franchir la barrière que Krueger ne peut franchir. Il est désormais à l'extérieur de Springwood et hors de l'influence de Krueger. Il émerge de son sommeil amnésique avec pour seule indication, une coupure de journal abordant la disparition d'une certaine "Mme Krueger".
John est arrêté et placé dans un refuge pour jeunes désœuvrés. Il est suivi par le Dr. Maggie Burroughs qui, sensible à la détresse de l'adolescent, estime que la solution qui lui permettrait de recouvrer la mémoire consisterait à revenir à Springwood. 
Sur place, ils constatent que la ville est dépourvue de jeunesse et que les habitants ont perdu tout sens lucide. Maggie et John continuent à parcourir la ville à pied tandis que les autres adolescents qui s'étaient dissimulés dans la camionnette sont sommés de retourner au refuge. Ils finissent par loger au 1428 Elm Street pour la nuit.
Maggie et John comprennent que la psychose ambiante des habitants de la ville avait été causé par une vague de morts soudaines. Dans leur quête, ils découvrent que Krueger fut père d'un enfant qui lui avait été enlevé lors de son arrestation. Ils se rendent à l'orphelinat, où ils apprennent que le nom de l'enfant de Krueger commençait par la lettre K. John conclut qu'il était le fils de Krueger et que ce dernier se servait de lui pour ses jeux sadiques.
Carlos est tué par Freddy après s'être endormi (ce dernier lui a fait exploser la tête après avoir trafiqué l'appareil auditif de Carlos et s'est amusé de manière sadique avec Carlos en faisant crisser son gant à griffes sur un tableau d'école). John et Tracy s'endorment pour venir en aide à Spencer qui succomba à Krueger (il tombe dans un trou après que Freddy l'a manipulé comme un personnage de jeu vidéo). Tracy parvient à se réveiller mais John est lui aussi assassiné (il se fait empaler sur des pointes acérées après que Freddy ait coupé son parachute dans le monde des rêves mais révèle malgré tout à John que l'enfant de Freddy, n'est pas un garçon mais une fille). Il révèle à Maggie, juste avant de mourir, que l'enfant de Krueger est en réalité une fille. Freddy s'infiltre dans la tête de Maggie, qui quitte Springwood avec la conscience de Krueger.
Maggie, au cours d'un rêve qui semble être des souvenirs refoulés, aperçoit un homme jouant avec elle avant qu'un cri d'effroi n'étouffe les cris de joie de la fillette. Freddy se révèle face à Loretta Krueger, mère biologique de Maggie qu'il étrangle à mort sous les yeux de la fillette, à qui il fait promettre de ne rien dire de ce qu'elle venait de voir.
En plongeant dans l'esprit de Krueger, Maggie découvre son passé tumultueux, ses premiers penchants pour le meurtre après avoir tué un hamster en passant par le meurtre du père d'adoption de Krueger dont Freddy l'a tué en révélant qu'à force de supporter la douleur, il a appris à s'en servir comme arme), mais aussi de la mort vengeresse de Freddy par le feu. Elle comprend que les démons du rêve sont intervenus avant le déclin de Krueger pour lui proposer de vivre éternellement à travers les rêves.
Maggie attire Krueger dans le monde réel et lui fait subir une multitude de tortures avant de le dynamiter à l'aide d'explosifs.

## Fiche technique
- Titre français : La Fin de Freddy : L'Ultime Cauchemar
- Titre québécois : Les Griffes de la Nuit 6 : La Fin du Cauchemar...?
- Titre original : Freddy's Dead: The Final Nightmare
- Réalisation : Rachel Talalay
- Scénario : Michael De Luca, d'après une histoire de Rachel Talalay et d'après les personnages créés par Wes Craven
- Musique : Brian May
- Photographie : Declan Quinn
- Montage : Janice Hampton
- Décors : C. J. Strawn
- Costumes : Nanrose Buchman
- Maquillages : John Carl Buechler
- Production : Robert Shaye, Aron Warner, Michael N. Knue et Michael De Luca
- Société de production : New Line Cinema (États-Unis), (Warner Home Video) (France)
- Budget : entre 5[5] et 11 millions de dollars[6]
- Pays d'origine :  États-Unis
- Format : Couleurs - 1,85:1 - Dolby Stereo - 35 mm
- Genre : horreur (slasher), thriller, fantastique, comédie
- Durée : 89 minutes
- Dates de sortie : 
  - États-Unis : 5 septembre 1991
  - France : 8 janvier 2001 (VHS & DVD)
  - Québec : 1992
- Interdit aux moins de 12 ans lors de sa sortie en France

## Distribution
- Robert Englund (VF: Pascal Renwick) (VQ : Luc Durand) : Freddy Krueger
- Lisa Zane (VF : Céline Monsarrat) )(VQ : Anne Bédard) : Maggie Burroughs / Katherine Krueger
- Yaphet Kotto (VF : Daniel Beretta) (VQ : Pierre Chagnon) : Doc
- Johnny Depp ( VF : Vincent Ropion) : Glen Lantz / Oprah Noodlemantra (caméo de 16 secondes)
- Shon Greenblatt (VF: Emmanuel Curtil)  (VQ : Gilbert Lachance) : John Doe
- Lezlie Deane (VF : Amélie Morin) (VQ : Violette Chauveau) : Tracy
- Ricky Dean Logan (VF: Alexis Tomassian ) (VQ : Jacques Lussier) : Carlos
- Breckin Meyer (VF : Dimitri Rougeul) (VQ : Daniel Lesourd) : Spencer
- Cassandra Rachel Friel (VF : Kelly Marot) : Maggie, enfant
- David Dunard (VF : Jean Reno) : Kelly
- Marilyn Rockafellow : Mme Burroughs
- Virginia Peters : la femme dans l'avion
- Lindsey Fields (VF : Béatrice Delfe) (VQ : Johanne Léveillée) : Loretta Krueger
- Angelina Estrada (VF : Perrette Pradier) : la mère de Carlos
- Peter Spellos (VF : Guy Chapellier) : le père de Tracy
- Alice Cooper (VF : Emmanuel Jacomy) le père de Freddy Krueger
- Stella Hall : l'hôtesse
- Elinor Donahue (VF : Marion Game) : la femme de l'orphelinat
- Tom Arnold et Roseanne Barr : le couple sans enfants (caméo)
- Robert Shaye : le vendeur de tickets (caméo)

## Production

### Genèse et développement
Un premier scénario, écrit par Michael Almereyda, mettait en scène Jacob Johnson (fils d'Alice Johnson, présent dans L'Enfant du cauchemar) alors âgé de 15 ans. De plus, plusieurs Dream Warriors du 3e film Les Griffes du cauchemar venaient prêter main-forte à Jacob contre Freddy, après la mort d'Alice. Après l'abandon de cette idée, Peter Jackson écrit lui aussi un scénario. Son intrigue parle de plusieurs adolescent qui ne voient pas Freddy comme une menace et prennent des somnifères pour entrer dans son monde. De plus, un officier de police, placé dans le coma, est quant à lui coincé dans le monde des rêves,. Cette idée est également abandonnée.
Le scénario est finalement écrit par Michael De Luca, qui avait procédé à des réécritures finales sur le film précédent, L'Enfant du cauchemar. La réalisation est ici confiée à Rachel Talalay. Elle avait officié sur divers postes depuis le début de la saga : assistante de production sur les deux premiers films, productrice exécutive sur Les Griffes du cauchemar et productrice de Le Cauchemar de Freddy.

### Distribution des rôles
Parmi les nombreux caméos qui parsèment le film, il y a le chanteur Alice Cooper (père abusif de Freddy); Johnny Depp, qui jouait déjà un rôle dans le premier film de la série, en tant qu'adolescent dans une publicité, Roseanne Barr et Tom Arnold (à l'époque mariés), en tant que couple sans enfants, ou encore le producteur Robert Shaye (qui produit tous les épisodes de la série) en tant que vendeur de billets d'autobus.

### Tournage
Le tournage a lieu de novembre 1990 à février 1991. Il a lieu en Californie : Los Angeles, Sierra Madre,
Producteur du film, Aron Warner assura le remplacement de la réalisatrice Rachel Talalay à la fin du tournage, en raison de la maladie de cette dernière et des délais très serrés.
Il s'agit du premier film de la franchise à contenir des scènes en 3D (les dix dernières minutes du film). Pour montrer au public quand mettre les lunettes 3D, le personnage de Maggie en fait de même dans le film. L'effet sera supprimé des VHS du film et pour la diffusion télévisée, sauf pour les versions britanniques et françaises et pour le LaserDisc. Un coffre DVD de 1999 proposera la 3D avec une paire de lunettes incluses.

### Musique

#### Original score
Bandes originales de Freddy
L'Enfant du cauchemar
(1989) Freddy sort de la nuit
(1994)
La musique du film est composée par Brian May.
Listes des titres
1. Opening Titles - 1:32
2. Main Title - 2:19
3. Doc's Dream Theory - 1:53
4. John's Eyeball - 1:17
5. Maggie's First Dream - 0:52
6. Wizard Of Odd 	0:40
7. The Dream Continues - 0:43
8. John's Dream - 1:29
9. Crossing The Line - 0:36
10. No Kids At The Fair - 2:04
11. Map Hell - 1:03
12. Freddy "101" - 2:00
13. There's No Way Out - 1:42
14. Checking Out The House - 1:12
15. Mama's Q-Tip - 0:38
16. Freddy Wins - 0:53
17. I Hate This House - 2:37
18. Back With Doc - 1:39
19. Defend Myself - 1:44
20. Maggie Faces Freddy - 3:34
21. Tracy's Dad - 1:31
22. Tracy And Freddy's Fight - 1:17
23. It's Me Or Him - 2:43
24. Freddy's Dad - 1:04
25. Freddy Is Made Forever - 0:32
26. Freddy Into Reality - 2:08
27. It's Me Or Him II - 1:41
28. Happy Father's Day - 4:18

#### Original soundtrack
En plus d'un album des compositions originales de Brian May, un autre album de chansons est publié par Warner Bros. Records et Metal Blade Records. On peut également entendre dans le film la chanson In-A-Gadda-Da-Vida d'Iron Butterfly, qui n'est pas sur l'album.
Listes des titres
1. Goo Goo Dolls – I'm Awake Now
2. Junk Monkeys – Everything Remains the Same
3. Goo Goo Dolls – You Know What I Mean
4. Johnny Law – Remember the Night
5. Chubb Rock – Treat 'em Right
6. Iggy Pop – Why Was I Born? (Freddy's Dead)
7. Johnny Law – Hold Me Down
8. Goo Goo Dolls – Two Days in February
9. Young Lords – Give Me a Beat
10. Fates Warning – Nothing Left to Say

## Sortie et accueil

### Promotion
Pour promouvoir le film ainsi que les comics édités par Innovation Publishing, New Line Cinema organise des funérailles fictives pour Freddy Krueger au Hollywood Forever Cemetery à Los Angeles, avec notamment Alice Cooper, Lezlie Deane, Shon Greenblatt, Ricky Dean Logan, Breckin Meyer, Tobe Sexton, Lisa Zane, Lisa Wilcox, Whit Hertford, Andy Mangels et la réalisatrice du film Rachel Talalay. À la demande du studio, le maire de Los Angeles de l'époque, Tom Bradley, déclare le 13 septembre comme le Freddy Krueger Day. Cela sera décrié par certaines personnes qui trouvent que cela revient faire l’apologie d'un tueur de masse. Robert Englund, qui interprète le personnage, déclarera « nous devons séparer la réalité du crime de l'évasion cinématographique ».

### Critique
Le film reçoit des critiques globalement négatives. Sur l'agrégateur américain Rotten Tomatoes, il récolte 19% d'opinions favorables pour 31 critiques et une note moyenne de 4⁄10. Le consensus du site est : « Réduisant le Dream Reaper autrefois terrifiant en une caricature loufoque, ce climax sans joie laissera le public dans l'espoir que Freddy reste mort ». Sur Metacritic, il obtient une note moyenne de 39⁄100 pour 14 critiques.
Le film est globalement jugé beaucoup moins effrayant et trop comique. Dans la critique de Mark Savlov de The Austin Chronicle, on peut notamment lire « Freddy Krueger est passé du fantasme horrible et indéfinissable dans le film original, à un boogeyman fade et ennuyeusement prévisible aimé par les enfants du monde entier ».

### Box-office
Pour son premier week-end d'exploitation aux États-Unis, le film réalise le meilleur démarrage de la saga (plus tard détrôné par Freddy contre Jason) avec 12 millions de dollars, soit plus que son budget de production. Au total, le film récolte 34 872 033 $ au box-office nord-américain. Il est ainsi le 36e meilleur film au box-office annuel au Canada et aux États-Unis. Malgré ce démarrage en fanfare, le film ne fera à l'époque pas mieux au box-office américain que les troisième et quatrième volet, Les Griffes du cauchemar (44 millions) et Le Cauchemar de Freddy (49 millions).
En France, il attitre 548 541 spectateurs en salles. Il s'agit de l'un des meilleurs résultats de la franchise dans le pays, derrière Les Griffes du cauchemar (plus de 600 000 entrées) et Le Cauchemar de Freddy (plus de 550 000 entrées).

## Distinctions
Source : Internet Movie Database

### Récompense
- Fangoria Chainsaw Awards 1991 : pire film

### Nominations
- Fangoria Chainsaw Awards 1991 : meilleure actrice dans un second rôle pour Lezlie Deane et meilleur film de studio à gros budget
- Festival international du film de Catalogne 1991 : meilleur film
- Razzie Awards 1992 : plus mauvaise chanson pour Why Was I Born (Freddy's Dead)) d'Iggy Pop

## Comics
L'éditeur de comics Innovation Publishing (en) publie une adaptation en 3 volumes du film. Une version en stéréoscopie est également publiée pour recréer l'effet 3D du film. La série est également rééditée en format relié trade paperback. Innovation Publishing publie ensuite A Nightmare on Elm Street: The Beginning, la suite du film. Maggie Burroughs continue d'avoir des cauchemars de son père Freddy Krueger. Elle revient à Springwood avec Tracy. Seuls deux volumes seront publiés avant qu'Innovation Publishing ne fasse faillite. La série étant incomplète, le scénariste Andy Mangels dévoile le script sur son site Internet personnel.

## Commentaire
John Doe meurt sans que son identité soit révélée. Il ne peut pas être Jacob Johnson, le fils d'Alice, présent dans L'Enfant du cauchemar. Même si dans le scénario original du film, le personnage principal était Jacob, les faits se passant 10 ans après le précédent film.

## Clins d’œil
Un clin d’œil au Magicien d'Oz est présent au début du film lorsque la maison de l'adolescent vole, et Freddy, sur un balai et déguisé en sorcière, apparaît à la fenêtre.
Freddy fait plusieurs allusions à Nintendo. Il dit notamment « Now I'm playing with power! » en clin d'oeil au slogan publicitaire « Now You're Playing With Power! ».